# Hans-Jürgen Grönke
Hans-Jürgen Grönke (* 12. Dezember 1946 in Nordhausen) ist ein deutscher Lehrer, Archivar und Heimatforscher.

## Leben
Nach dem Schulbesuch in Günzerode, Großwechsungen und Nordhausen studierte Grönke ab 1968 Pädagogik an der Karl-Marx-Universität Leipzig und der Martin-Luther-Universität Halle-Wittenberg. Das Studium schloss er 1972 mit dem Diplom ab. Im Anschluss erhielt er verschiedene Anstellungen als Lehrer an Schulen im Kreis und in der Stadt Nordhausen. 1975 wurde er zum ehrenamtlichen Bodendenkmalpfleger des Kreises Nordhausen berufen.
1987 war er maßgeblich an der Gestaltung des 19. Rolandsfestes und der 1060-Jahr-Feier der Stadt Nordhausen beteiligt. Aus diesem Anlass verfasste er mit Jörg-Michael Junker die Publikation Unser Roland und sein Fest. Eine heimatkundliche Betrachtung über das Nordhäuser Rolandsfest und die Mitglieder der Rolandsgruppe, die von der Abteilung Kultur des Rates der Stadt Nordhausen herausgegeben wurde.
1993 wurde er Leiter der Unteren Denkmalbehörde der Stadt Nordhausen. 2003 übernahm er die Leitung des dortigen Stadtarchivs von Peter Kuhlbrodt. Am 5. Juli 2011 wurde Grönke durch Oberbürgermeisterin Barbara Rinke in den Ruhestand verabschiedet.
Grönke gehört als Schriftführer dem Vorstand des Harz-Vereins für Geschichte und Altertumskunde an, wo er den Arbeitskreis „Archäologie des Harzes“ leitet. Er ist Vorsitzender des Nordhäuser Geschichts- und Altertumsvereins und Mitglied des Fördervereins Park Hohenrode.
Als Heimatforscher publiziert Grönke in den jährlich erscheinenden Beiträgen zur Geschichte aus Stadt und Kreis Nordhausen, in der Harz-Zeitschrift des Harz-Vereins für Geschichte und Altertumskunde sowie in der Regionalpresse. Er organisiert Tagungen und Exkursionen für Vereinsmitglieder und interessierte Gäste. Im Jahre 2009 gab er im Geiger-Verlag Horb am Neckar die Publikation Nordhäuser Persönlichkeiten aus elf Jahrhunderten heraus. Als Band 31 der Harz-Forschungen gab er 2016 im Lukas-Verlag Berlin den Sammelband Zur Industriegeschichte im Südharz heraus.

## Publikationen (Auswahl)
- Kulturelle Entdeckungen THÜRINGEN. Landkreis Eichsfeld, Kyffhäuserkreis, Landkreis Nordhausen, Unstrut-Hainich-Kreis. Band 1. Hrsg. von der Sparkassen-Kulturstiftung Hessen-Thüringen, Verlag Schnell & Steiner, Regensburg 2009, ISBN 978-3-79542-249-3, S. 17ff.